# Henan (Huangnan)

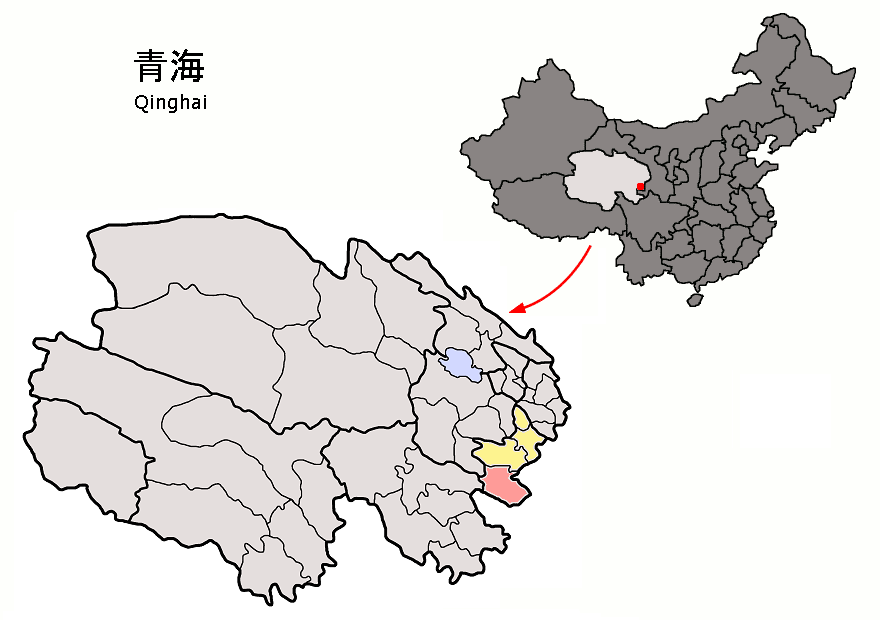
Lage Henans (rosa) in Huangnan (gelb)

Henan der Mongolen (河南蒙古族自治县,  Hénán Ménggǔzú zìzhìxiàn) ist ein chinesischer Autonomer Kreis im Süden des Autonomen Bezirks Huangnan der Tibeter in der Provinz Qinghai. Sein Verwaltungssitz („Hauptstadt“) ist die Großgemeinde Yêgainnyin. Henan hat eine Fläche von 6.713 km² und 40.864 Einwohner (Stand: Zensus 2020). Die Mongolen, die die überwältigende Mehrheit der Einwohner stellen, sprechen bis auf wenige einzelne Ausnahmen kein Mongolisch, sondern nur Tibetisch. Wichtigster Wirtschaftszweig des Kreises ist die Viehwirtschaft, z. T. nomadisch oder halb-nomadisch.

## Administrative Gliederung
Henan setzt sich aus einer Großgemeinde und fünf Gemeinden zusammen:
- Großgemeinde Yêgainnyin (优干宁镇 Youganning zhen), im Norden Henans, 1.315,35 km², ca. 8.000 Einwohner, besteht aus neun Hirtenkomitees (牧委会);
- Gemeinde Sêrlung (赛尔龙乡 Sai’erlong xiāng), im Osten Henans, 1.036 km², ca. 4.000 Einwohner, besteht aus fünf Hirtenkomitees;
- Gemeinde Nyimta (宁木特乡 Ningmute xiāng), im Westen Henans, 2.090,6 km², ca. 8.000 Einwohner, besteht aus elf Hirtenkomitees;
- Gemeinde Toyêma (托叶玛乡 Tuoyema xiāng), im Zentrum Henans, 856,1 km², ca. 4.000 Einwohner, besteht aus sechs Dorfkomitees (村委会);
- Gemeinde Dosum (多松乡 Duosong xiāng), im Südwesten Henans, 577,9 km², ca. 3.000 Einwohner, besteht aus drei Hirtenkomitees;
- Gemeinde Kosag (柯生乡 Kesheng xiāng), im Südosten Henans, 1.121,5 km², ca. 3.000 Einwohner, besteht aus vier Hirtenkomitees.

## Ethnische Gliederung der Bevölkerung Henans (2000)
Beim Zensus im Jahr 2000 wurden in Henan 32.250 Einwohner gezählt (Bevölkerungsdichte 4,61 Einwohner/km²).
| Name des Volkes | Einwohner | Anteil  |
| --------------- | --------- | ------- |
| Mongolen        | 28.879    | 89,55 % |
| Han             | 1.444     | 4,48 %  |
| Tibeter         | 863       | 2,68 %  |
| Hui             | 821       | 2,54 %  |
| Tu              | 144       | 0,45 %  |
| Salar           | 45        | 0,14 %  |
| Bai             | 19        | 0,06 %  |
| Bonan           | 13        | 0,04 %  |
| Dongxiang       | 11        | 0,03 %  |
| Yi              | 6         | 0,02 %  |
| Sonstige        | 5         | 0,02 %  |